# Olenivka (Ceapaievka), Șîroke
Olenivka (în ucraineană Оленівка) este un sat în comuna Ceapaievka din raionul Șîroke, regiunea Dnipropetrovsk, Ucraina.

## Demografie
Componența lingvistică a localității Olenivka
     Ucraineană (72%)
     Rusă (16%)
     Belarusă (12%)
Conform recensământului din 2001, majoritatea populației localității Olenivka era vorbitoare de ucraineană (72%), existând în minoritate și vorbitori de rusă (16%) și belarusă (12%).